# Anatoli Kapitonowitsch Boldyrew
Anatoli Kapitonowitsch Boldyrew (russisch Анатолий Капитонович Болдырев; * 14. Oktoberjul. / 26. Oktober 1883greg. in Graiworon; † 25. März 1946 in der Oblast Magadan) war ein russischer Kristallograf, Mineraloge, Geologe und Hochschullehrer.

## Leben
Boldyrews Eltern Kapiton Lukitsch Boldyrew und Agrippina Grigorjewna Boldyrewa waren bis 1861 leibeigene Bauern. Kapiton Lukitsch Boldyrew wurde Kaufmann der II. Gilde.
Nach dem Besuch der Realschule in Charkow begann Boldyrew 1901 das Studium am St. Petersburger Bergbau-Institut. Er spezialisierte sich auf Kristallographie, Mineralogie und Petrologie bei Jewgraf Stepanowitsch Fjodorow und Wassili Wassiljewitsch Nikitin. 1904 wurde er wegen Beteiligung an Studentenunruhen zeitweise vom Studium ausgeschlossen. Eine der ersten Arbeiten Boldyrews befasste sich mit den Grundlagen der Symmetrie (1907). Ende 1910 wurde er wegen Beteiligung an der Studentenbewegung verhaftet und für drei Jahre in das Gouvernement Perm verbannt. Er kam zunächst nach Tscherdyn und dann nach Nischni Tagil, wo er als Kreisgeologe arbeitete. Er veröffentlichte dort wissenschaftliche Arbeiten über Kristalloptik, Geometrie, die regionale Petrographie, Bohrungen und die Theorie zur Berechnung der Metallvorräte in Erzlagerstätten.
Im Frühjahr 1914 kehrte Boldyrew nach Petrograd zurück und wurde Hydrogeologe in der Abteilung für Bodenverbesserung. Im Sommer 1914 arbeitete er mit einer Expedition im Tschüital und im Yssykkölgebiet. Nach der Rückkehr wurde er im beginnenden Ersten Weltkrieg zur Kaiserlich Russischen Armee eingezogen. Nach kurzer Ausbildung und Tätigkeit als Sanitäter kam er als Chemielaborant in das Chemische Laboratorium für Nebelschleier bei Kolpino, wo er bis 1917 diente. Zur Zeit der Februarrevolution 1917 gehörte Boldyrew zum 3. Eisenbahn-Bataillon, das ihn in den Petrograder Sowjet wählte. Im März 1917 trat er in die Partei der Sozialrevolutionäre (SR) ein, die er sofort nach der Oktoberrevolution wieder verließ.
Ab 1918 arbeitete Boldyrew im staatlichen Geologischen Komitee mit und leitete in den Sommern Explorationsarbeiten im Ural, im Altai und im östlichen Transbaikalien. 1919 schloss er das Studium am Bergbau-Institut ab. Er blieb am Bergbau-Institut und wurde am 5. Juni 1921 nach öffentlicher Verteidigung seiner wissenschaftlichen Arbeiten in der Fakultät für Exploration des Bergbau-Instituts einstimmig zum Kandidaten für den Lehrstuhl für Kristallographie promoviert und zum Dekan dieser Fakultät ernannt. 1921 wurde er verhaftet und nach zwei Monaten wieder freigelassen.
Auf der Basis seiner Vorlesungen verfasst er eine systematische Beschreibung aller bekannten Minerale sowie ein Lehrbuch der Kristallographie. Mit seinen Assistenten schuf er im Verlauf von 10 Jahren ein großes Werk zur Bestimmung von Kristallen. Im Bergbau-Institut gründete er eines der ersten Röntgenlaboratorien in der UdSSR sowie die einzige Kristallwerkstatt mit einem Laboratorium zum Ausmessen der Kristalle und einem Laboratorium zur Kristallzüchtung für Forschung und Lehre. In Fortführung der Arbeiten von Fjodorow entwickelte er eine Methode zur Bestimmung der chemischen Zusammensetzung von Mineralen aus den Kristalldaten (1925). Er schuf Geräte für das Zeichnen von Stereografischen Projektionen. Das auf Boldyrews Initiative am Bergbau-Institut gegründete Fjodorow-Institut wurde ein wissenschaftliches Zentrum für Kristallographie, Mineralogie und Petrographie, in dem sich alle Kristallografen der UdSSR trafen. 1926 wurde er zu einem dreimonatigen Studienaufenthalt ins Ausland geschickt, um in Deutschland in Röntgenlaboratorien zu arbeiten und am Internationalen Geologenkongress 1926 in Madrid teilzunehmen. Er veröffentlichte Fachaufsätze auch in ausländischen Zeitschriften. Einer seiner bekanntesten Schüler war Georgi Borissowitsch Boki. 1934 wurde Boldyrew als einer der Ersten ohne Verteidigung einer Dissertation zum Doktor der geologischen Wissenschaften promoviert.
1933 war Boldyrew erneut verhaftet und nach zwei Monaten wieder freigelassen worden. Am 7. Oktober 1938 wurde er wieder verhaftet und im Juli 1939 aufgrund seines Auslandsaufenthaltes 1926 zu 5 Jahren Verbannung ohne Verlust seiner Rechte verurteilt. Es wurde vermutet, dass Boldyrews Verhaftung und Verurteilung aus einer Denunziation weniger erfolgreicher Kollegen resultierte. Am 5. November 1939 kam er in Kolyma an. Zunächst wurde Boldyrew zum Bau des Kraftwerks in Ust-Taskan im Rajon Jagodnoje geschickt. Ab dem 18. November 1940 arbeitete er als Geologe in der Explorationsverwaltung von Dalstroi. Nach der Freilassung am 26. Oktober 1943 wurde er Seniorgeologe und Berater der Forschungsabteilung von Dalstroi. 1945 erhielt er das Ehrenzeichen der Sowjetunion.
Boldyrew wurde 1946 für die Wahl zum Wirklichen Mitglied der Akademie der Wissenschaften der UdSSR nominiert. Er starb im Verlauf einer Autofahrt am 25. März 1946 nach Ola. Das Auto brach auf dem Eis ein, wobei der Fahrer ertrank. Boldyrew konnte sich zwar zunächst retten, erfror dann aber auf dem Weg zu nächsten Siedlung. Er wurde in Magadan begraben.

## Ehrungen
Nach Boldyrew wurden in Magadan eine Straße und ein Platz benannt sowie in der Oblast Magadan ein Berggipfel.
1949 beschrieben G. Gagarin und J. R. Cuomo eine krustig-gelbe, mineralische Ablagerung an den Fumarolen des Vulkans Klyuchevsky auf der russischen Halbinsel Kamtschatka, das sie nach Boldyrew als Boldyrevit bezeichneten. Als eigenständige Mineralart wurde Boldyrevit allerdings 2006 von der International Mineralogical Association (IMA) diskreditiert, da neuere Untersuchungen ergaben, dass es sich um ungenau bestimmtes Material (vermutlich unreiner Ralstonit oder Gearksutit) handelte.